# Lionel Smith
Lionel Smith (Mexborough, 23 agosto 1920 – Londra, 6 novembre 1980) è stato un calciatore inglese, di ruolo difensore.

## Carriera

### Club
Ha giocato tutta la carriera nel campionato inglese.

### Nazionale
Conta 6 presenze con la nazionale del suo Paese.

## Palmarès

### Giocatore

#### Competizioni nazionali
- Campionato inglese: 2

Arsenal: 1947-1948, 1952-1953
- Coppa d'Inghilterra: 1

Arsenal: 1949-1950
- Charity/Community Shield: 2

Arsenal: 1948, 1953

### Allenatore

#### Competizioni nazionali
- Southern Football League: 1

Gravesend & Northfleet: 1957-1958